# Boomin' Words from Hell
Boomin' Words from Hell — дебютний студійний альбом американського репера Esham. Реліз видали в 1989 р. На той час виконавцю було 13 років.
Репер записав Boomin' Words from Hell за один день. Через рік альбом перевидав власний лейбл Ішама Reel Life Productions. Видання містило інший треклист та обкладинку. Його загальна тривалість: 53:05.

## Тематика текстів
Лірика платівки написана під час безладів у Детройті та в період зростання популярності вживання креку. Реперу було важко завойовувати фанів, тому що багатьом не сподобався темний зміст його пісень, а також через те, що деякі прихильники хіп-хопу не сприйняли платівку з її металічним звучанням.

## Список пісень
| Версія 1989 р. | Версія 1989 р.            | Версія 1989 р. |
| #              | Назва                     | Тривалість     |
| -------------- | ------------------------- | -------------- |
| 1.             | «Esham's Boomin»          | 4:11           |
| 2.             | «Word After Word»         | 3:47           |
| 3.             | «Dream Girl»              | 2:08           |
| 4.             | «Some Old Wicket Shit!!!» | 3:00           |
| 5.             | «Kissing Bandit»          | 3:33           |
| 6.             | «Devil's Groove»          | 3:08           |
| 7.             | «Telling It How It Is»    | 2:28           |
| 8.             | «Amen Another Sin»        | 1:49           |
| 9.             | «My 9 Rhymes»             | 1:39           |
| 10.            | «Pussy Ain't Got No Face» | 3:35           |
| 11.            | «Don't Trip»              | 3:18           |
| 12.            | «Watch 'Cha Back»         | 2:30           |

| Версія 1990 р. | Версія 1990 р.            | Версія 1990 р. |
| #              | Назва                     | Тривалість     |
| -------------- | ------------------------- | -------------- |
| 1.             | «Esham's Boomin»          | 4:11           |
| 2.             | «My 9 Rhymes»             | 1:39           |
| 3.             | «4 All the Suicidalist»   | 4:03           |
| 4.             | «Dream Girl»              | 2:08           |
| 5.             | «Devil's Groove»          | 3:08           |
| 6.             | «True»                    | 4:09           |
| 7.             | «Knockin Em Dead»         | 2:58           |
| 8.             | «Red Rum»                 | 4:08           |
| 9.             | «Kissing Bandit»          | 3:33           |
| 10.            | «Some Old Wicket Shit!!!» | 3:00           |
| 11.            | «Cross My Heart»          | 3:15           |
| 12.            | «Amen Another Sin»        | 1:49           |
| 13.            | «Pussy Ain't Got No Face» | 3:35           |
| 14.            | «Word After Word»         | 3:47           |
| 15.            | «Wish U Was Down»         | 3:03           |
| 16.            | «Devils in the Soup»      | 4:36           |

## Учасники
- Esham — продюсер, звукорежисер, програмування, мастеринг
- Майк Е. Кларк — звукорежисер, клавішні
- Ґреґ Рейлі — мастеринг
- Реджінал Нелтон — виконавчий продюсер
- Джеймс Г. Сміт — виконавчий продюсер